# Czerany (rejon święciański)
Czerany (lit. Čerėnai) – wieś na Litwie, w okręgu wileńskim, w rejonie święciańskim, w gminie Maguny.
Dawniej używana nazwa – Czarany.

## Historia
W czasach zaborów wieś w gminie Kiemieliszki, w powiecie święciańskim, w guberni wileńskiej Imperium Rosyjskiego. W 1905 roku liczyła 164 mieszkańców.
W dwudziestoleciu międzywojennym wieś leżała w Polsce, w województwie wileńskim, w powiecie święciańskim, w gminie Kiemieliszki.
W 1931 w 47 domach zamieszkiwały 222 osoby.
Od 1945 roku w Litewskiej Socjalistycznej Republice Radzieckiej.
Od 1990 na niepodległej Litwie.